# Pia Tjelta
Pia Merete Tjelta, född 12 september 1977 i Stavanger, är en norsk skådespelare.

## Filmografi

### Film
- 2001 – Mongoland
- 2003 – Kvinnen i mitt liv
- 2003 – Buddy
- 2004 – Monstertorsdag
- 2005 – En folkefiende
- 2005 – 37 og et halvt
- 2007 – 5 løgner
- 2007 – Mars og venus
- 2008 – Lønsj
- 2008 – Varg Veum – Fallna änglar
- 2010 – Pax
- 2012 – 90 minuter
- 2014 – Kapten Sabeltand och skatten i Lama Rama
- 2018 – Beck – Ditt eget blod
- 2018 – Beck – Den tunna isen
- 2018 – Beck – Utan uppsåt
- 2018 – Beck – Djävulens advokat
- 2022 – Diorama

### TV
- 2007 – Hombres (TV-serie)
- 2008 – Kodenavn Hunter 2 (TV-serie)
- 2014–2019 – Nästa sommar (TV-serie)
- 2018–2022 – Lyckolandet (TV-serie)
- 2019 – Hidden – Förstfödd (TV-serie)
- 2020 – Vikingane (TV-serie)
- 2022 – Made in Oslo (TV-serie)